# ری‌دیک
ری‌دیک (به هلندی: Reedijk) یک منطقهٔ مسکونی در هلند است که در بینن‌ماس واقع شده‌است.